# Роджър Ланслин Грийн
Роджър Ланслин Грийн (на английски: Roger Lancelyn Green) е британски писател, автор на митологични романи за деца и юноши и на биографии за известни писатели.

## Биография и творчество
Роджър Ланслин Грийн е роден на 2 ноември 1918 г. в Норич, Норфолк, Англия.
Учи в Оксфордския университет, при известния писател и преподавател К. С. Луис, и завършва с диплома по английска литература.
След дипломирането си в периода 1942-1945 г. работи на непълно работно време като професионален актьор. Става близък приятел с К. С. Луис и Дж. Р. Р. Толкин и член на оксфордската литературна дискусионна група „Инклинги“ водена от тях.
В периода 1945-1950 г. е заместник-библиотекар на колежа „Мертън“ в Оксфорд. По това време започва да пише първите си документални книги. Първата от тях, биографията на Андрю Ланг, е публикувана през 1946 г. По-късно пише биографията на Луис Карол, за която се позовава на неточни източници, и затова основава обществото „Луис Карол“, което подпомага писателя Мортън Коен за точното отразяване на живота му.
От 1950 г. до 1952 г. е научен сътрудник по английска литература в Университета в Ливърпул. По-късно, в периода 1964-1971 г., е член на неговия Съвет.
Докато работи като научен сътрудник започва да пише романи за деца и юноши, в които преразказва митовете за Древна Гърция и Древен Египет, скандинавската митология и легендите за крал Артур. Първият му роман „Крал Артур“ е публикуван през 1953 г., последван от романа „Робин Худ“ през 1956 г.
В периода 1957-1979 г. Грийн е редактор на вестник „Киплинг“.
Роджър Грийн е живял в имението „Пултън хол“ в Чешър, собственост на неговите предци в продължение на повече от 900 години.
Роджър Ланслин Грийн умира на 8 октомври 1987 г. в Чешър. Синът му Ричард Ланслин Грийн също е писател.

## Произведения

### Самостоятелни романи
- King Arthur and His Knights of the Round Table (1953)
Крал Артур, изд.: ИК „Отечество“, София (1986), прев. Огняна Иванова
- The Adventures of Robin Hood (1956)
Робин Худ, изд.: ИК „Отечество“, София (1983), прев. Огняна Иванова
- Mystery At Mycenae (1957)
- The Land of the Lord High Tiger (1958)
- The Tale Of Troy (1958)
- The Luck of Troy (1961)
- Tale of Thebes (1977)

### Сборници
- The Singing Rose (1947) – поеми
- The Book Of Nonsense (1956)
- A Century Of Humorous Verse 1850 – 1950 (1959) – поеми
- The Saga of Asgard (1960) – поеми
- Myths Of The Norsemen (1962) – поеми
- Tales the Muses Told (1965)
- The Tale of Ancient Israel (1969)
- Double Phoenix (1971) – с Едмънд Купър
- Tales of Ancient Egypt (1989)
Приказки от древен Египет, изд.: ИК „Прозорец“, София (2004), прев. Калина Любомирова

### Пиеси
- Euripides' Cyclops and Sophocles' Ichneutai: Two Satyr Plays (1957)
- Tales from Shakespeare (1964)

### Документалистика
- Andrew Lang (1946)
- Tellers of Tales (1946)
- The Story of Lewis Carroll (1948)
- A. E. W. Mason: The Adventure of a Story-Teller (1952)
- J.M. Barrie (1960)
- Lewis Carroll (1960)
- Mrs. Molesworth (1961)
- The Readers' Guide to Rudyard Kipling's Work (1962)
- Authors And Places (1963)
- Kipling And The Children (1965)
- Henry Treece, C.S.Lewis and Beatrix Potter (1969) – с Маркус Крауч и Марджъри Фишър
- The True Book about Ancient Greece (1969)
- C. S. Lewis: A Biography (1974) – с Уолтър Хупър
- The Letters of Lewis Carroll: Vol. I and Vol. II (1979)
- King Arthur Student Study Guide (2010)